# Eva Turner
Dame Eva Turner (Werneth, Oldham, Lancashire (Anglaterra), 10 de març, 1892 - Devonshire Hospital (Londres), 16 de juny, 1990), va ser una soprano dramàtica anglesa.

## Carrera
Determinada des de petita a convertir-se en cantant d'òpera, va estudiar a la Royal Academy of Music de Londres i després es va incorporar al cor de la "Carl Rosa Opera Company." Se li atorgaven papers en solitari cada cop més importants, i el 1920 era la prima donna de la companyia.
Talent descobert per un assistent d'Arturo Toscanini, director musical de La Scala de Milà, Turner es va comprometre a cantar allà l'any 1924, i després va tenir una carrera internacional a l'Europa continental, Amèrica del Nord i del Sud i a Covent Garden. Va cantar en un ampli ventall d'òperes, incloses les de Richard Wagner i Verdi, però era coneguda sobretot per les seves interpretacions en el paper principal de Turandot de Puccini.
Des de finals de la dècada de 1940, Turner va ser professor de cant, primer als EUA i després a Gran Bretanya. Entre les seves alumnes hi havia Amy Shuard, Rita Hunter i Linda Esther Gray.

## Vida i carrera
Primers anys

Eva Turner era la filla gran i única de Charles Turner, enginyer en cap d'una fàbrica de cotó, i la seva dona, Elizabeth, de soltera Park. Va assistir a l'escola del consell de Werneth fins als deu anys, quan la família es va traslladar a Bristol.
A Bristol, Turner va ser portada a la seva primera òpera, Il trovatore, interpretada per la Carl Rosa Company l'any 1903. Va decidir que volia fer d'òpera la seva carrera, i va rebre el suport dels seus pares, que la van pagar perquè prengués classes amb el baix Daniel Rootham, que havia estat professor de Clara Butt. A l'edat de dinou anys, Turner va començar un curs de quatre anys a la Royal Academy of Music, on va cantar a l'òpera de Sir Alexander Mackenzie The Cricket on the Hearth. Mentre era estudiant, es va prometre breument, però el casament no va tenir lloc, i mai es va casar.
Cap al final de la seva etapa a l'acadèmia, Turner va fer una audició per a Walter van Noorden, propietari i director de la companyia d'òpera que havia despertat la seva imaginació a Bristol. Ell li va oferir un lloc al cor, amb la perspectiva de promocionar-se a parts en solitari. Va començar a estudiar amb Albert Richards-Broad, que recentment s'havia incorporat a la direcció de la Carl Rosa Company. Havia cantat com a baix amb Hans Richter a Covent Garden i va ser una autoritat en la producció de veu. Va ser el seu entrenador, conseller i amic fins a la seva mort, vint-i-cinc anys més tard.
Durant els cinc anys següents, a la Turner se li van assignar papers cada cop més importants a mesura que la seva veu va guanyar pes i poder. El 1920 la companyia va oferir una temporada de quatre setmanes a Covent Garden, en què va cantar Santuzza (Cavalleria rusticana), Musetta (La bohème), Leonora (Il trovatore), Butterfly (Madame Butterfly), Antònia (Les Contes d'Hoffmann), i Venus (Tannhäuser). The Times va descriure la seva Leonora com prometedora encara que necessitava ser cantada amb més llibertat, The Stage va elogiar la seva vivacitat com a Musetta, i The Era va trobar la seva Santuzza "notable" i "brillant". L'any següent, la companyia va tornar a Covent Garden durant una temporada de set setmanes, durant les quals Turner va cantar tots els seus papers de 1920 i va afegir Fricka a Das Rheingold, Brünnhilde a Die Walküre i Siegfried, Elsa a Lohengrin, el paper principal a Aïda i Jeanette en una peça d'un acte de curta durada anomenada Le chant fatal.

## Carrera internacional
Van seguir altres temporades a Londres, entre gires provincials. El 1924, la Carl Rosa Company va estar al West End durant una temporada de quatre setmanes, que es va convertir en un punt d'inflexió en la carrera de Turner. La seva actuació com a Butterfly va impressionar a Ettore Panizza, assistent d'Arturo Toscanini a La Scala, Milà. Panizza va fer que ella cantés per a Toscanini, que va declarar: "Bella voce, bella pronuncia, bella figura", i li va oferir els papers de Freia a Das Rheingold i Sieglinde a Die Walküre a la propera temporada de La Scala. La direcció de Carl Rosa la va alliberar del seu contracte per permetre-li començar una carrera internacional. La seva última aparició amb la Carl Rosa Company va ser a Bristol, on havia vist la seva primera òpera vint-i-tres anys abans.
Després de la temporada de La Scala, Turner es va unir a una altra companyia italiana de gira per Alemanya. A mesura que avançava la seva carrera internacional, va aparèixer a teatres d'òpera d'Itàlia, d'altres països europeus i d'Amèrica del Nord i del Sud. Va fer construir una vil·la segons el seu propi disseny a Brusino Arsizio al llac de Lugano, on es va establir quan actuava a Itàlia. Com que els cantants d'òpera anglesos no eren en aquell moment molt considerats internacionalment, se li va suggerir a Turner que podria canviar el seu nom, però com comenta el seu biògraf Sir John Tooley, "Orgullós de les seves arrels de Lancastrian, es va negar".

Tot i que va ser celebrada per la seva Aïda, la part amb la qual Turner es va identificar més estretament va ser el paper principal a Turandot de Puccini. Franco Alfano, que va completar l'òpera després de la mort de Puccini, la considerava la cantant ideal del paper. Va estar entre el públic de l'estrena a La Scala l'abril de 1926 i va cantar el paper per primera vegada el desembre d'aquell any al Teatre Grande de Brescia. El 1928 va fer el paper a Covent Garden (també interpretant Aïda i Santuzza durant la temporada). The Times i The Musical Times van expressar reserves sobre l'òpera però van elogiar l'actuació de Turner. Aquest últim va informar:
| « | "Va deixar anar una vegada i una altra un raig de to brillant com el d'una trompeta, sense tremolor ni cap to d'incertesa. Va ser un cant meravellós; un èxit comparable amb el violinatge d'un Heifetz... és poc probable que en aquesta part qualsevol soprano del món pugui igualar-la." | » |

El 1929 va participar en la Scala. Els enregistraments del seu Turandot gravats en directe a Covent Garden l'any 1937 amb Giovanni Martinelli com a Calaf i John Barbirolli com a director es van mantenir sense publicar en aquell moment, però es van publicar en CD als anys vuitanta.
El 1938 Turner va ser un dels setze cantants principals de l'època per als quals Ralph Vaughan Williams va compondre la seva Serenade to Music, en honor al director d'orquestra Sir Henry Wood. Cada cantant tenia el seu propi solo entre cantar junts. Una gravació de l'obra, dirigida per Wood immediatament després de l'estrena, capta la veu de Turner en el que l'estudiós musical Christopher Palmer anomena "el gran solo en gran escala 'How many things by season season'd are to the right elogis and true perfection!".
Quan va començar la Segona Guerra Mundial el 3 de setembre de 1939, Turner es trobava a Brusino Arsizio, des d'on va creuar a Suïssa i es va dirigir cap a Anglaterra, decidida a aparèixer com a contractat al concert de Wood's Covent Garden el 25 de setembre. Va passar els anys de guerra cantant en concerts per a les forces armades i la ràdio, i als The Proms. Va rebutjar les invitacions per treballar a Amèrica.

Durant la guerra no hi havia òpera a Covent Garden. Quan va arribar la pau, es va decidir abandonar la pràctica d'abans de la guerra de temporades estrellades de repartiment internacional a favor d'una companyia resident que actuava tot l'any i cantés en anglès. Aquesta va ser una decisió controvertida, i la nova companyia de cantants en gran part desconeguts va rebre un impuls considerable quan Turner va acceptar una invitació del director de la companyia, David Webster, per cantar a Turandot, per a la qual va aprendre el paper de la traducció a l'anglès. El biògraf de Webster, Montague Haltrecht, escriu:
| « | "... per a Webster, ella va representar el nivell d'assoliment que pretenia. Va observar les cares dels seus joves artistes mentre escoltaven la seva enorme veu, que encara era capaç de rodar emocionant pel seu teatre. Es van girar meravellats en mirar la figura més aviat baixa entre ells de qui provenia. Era càlida, amable, encoratjadora. Sí, ella representava el seu nivell d'aspiració. Tal com havia volgut Webster." | » |

El crític de The Daily Telegraph va dir que Turner va sorprendre a tota l'audiència. En les dues primeres temporades de la companyia va cantar Turandot catorze vegades a Londres i altres catorze de gira.

## Anys posteriors
En aquell moment Turner no tenia cap intenció de retirar-se dels escenaris, però el 1949 va rebre una invitació de la Universitat d'Oklahoma per emprendre la càtedra d'un any. A poc a poc l'any es va estendre en deu anys. Després d'això va tornar a Londres per ensenyar a la seva alma mater, la Royal Academy of Music, i en privat. Entre els que van estudiar amb ella als Estats Units i Anglaterra hi havia Roberta Knie, Amy Shuard, Rita Hunter, Linda Esther Gray, Pauline Tinsley i Eric Garrett. Tooley escriu que Turner va transmetre 
| « | "la seva riquesa d'experiència amb la seva inimitable generositat però també amb una feroç expectativa de treball dur i alts estàndards a canvi". | » |

 A la dècada de 1980, Gwyneth Jones va estudiar el paper de Turandot amb ella i va romandre una amiga devota durant els últims anys de Turner.
El noranta aniversari de Turner es va celebrar amb una gala al Covent Garden, que va incloure contribucions, algunes parlades, altres cantades, de Geraint Evans, Tito Gobbi, Ljuba Welitsch, Victoria de los Angeles, Isobel Baillie, John Gielgud i diversos cantants estrella de la generació més jove, incloent Valerie Masterson, John Tomlinson i Hinge and Bracket.[20]
Va morir a Londres el 16 de juny de 1990 a l'edat de noranta-vuit anys.[19] Es va celebrar un servei commemoratiu a l'Abadia de Westminster.[20]

## Honors
Turner va ser nomenada Dame Commander de l'Ordre de l'Imperi Britànic (DBE) el 1962. Va rebre beques o membres honoraris de la Guildhall School of Music and Drama (1968), el Royal College of Music (1974), el "Royal Northern College of Music"" (1978), "Trinity College", Londres (1982) i "St. Hilda's College", Oxford (1984) i títols honorífics de la universitats de Manchester (1979) i Oxford (1984). El 1982 va ser nomenada ciutadana honorària de l'estat d'Oklahoma, i primer home lliure del districte metropolità d'Oldham.